# Pływanie na Mistrzostwach Świata w Pływaniu 2015 – 4 × 100 m stylem zmiennym kobiet
4 × 100 m stylem zmiennym kobiet – jedna z konkurencji rozgrywanych podczas Mistrzostw Świata w Pływaniu 2015. Zarówno eliminacje jak i finał odbyły się 9 sierpnia.
W tej konkurencji wzięło udział 111 pływaczek z 25 krajów.
Mistrzyniami świata zostały reprezentantki Chin. Srebro wywalczyły Szwedki. Brązowy medal zdobyły Australijki.

## Rekordy
Przed zawodami rekordy świata i mistrzostw wyglądały następująco:
| Rekord                   | Reprezentacja | Czas    | Miejsce | Data            |
| ------------------------ | --- | ------- | ------- | --------------- |
| Rekord świata            | Stany Zjednoczone · Missy Franklin (58,50) · Rebecca Soni (1:04,82) · Dana Vollmer (55,48) · Allison Schmitt (53,25) | 3:52,05 | Londyn  | 4 sierpnia 2012 |
| Rekord mistrzostw świata | Chiny · Zhao Jing (58,98) · Chen Huijia (1:04,12) · Jiao Liuyang (56,28) · Li Zhesi (52,81)                          | 3:52,19 | Rzym    | 1 sierpnia 2009 |

## Wyniki

### Eliminacje
Eliminacje odbyły się o 10:48.
| Miejsce | Wyścig | Tor | Państwo           | Zawodniczka | Czas      | Uwagi |
| ------- | ------ | --- | ----------------- | --- | --------- | ----- |
| 1.      | 1      | 7   | Chiny             | Fu Yuanhui (59,24) Shi Jinglin (1:06,35) Chen Xinyi (57,42) Qiu Yuhan (54,03)                                                | 3:57,04   | Q     |
| 2.      | 2      | 4   | Stany Zjednoczone | Kathleen Baker (59,98) Micah Lawrence (1:07,10) Kendyl Stewart (56,86) Margo Geer (53,18)                                    | 3:57,12   | Q     |
| 3.      | 1      | 6   | Szwecja           | Michelle Coleman (1:00,55) Jennie Johansson (1:06,20) Sarah Sjöström (56,10) Louise Hansson (54,44)                          | 3:57,29   | Q     |
| 4.      | 3      | 6   | Australia         | Madison Wilson (59,56) Lorna Tonks (1:07,34) Madeline Groves (58,18) Melanie Wright (52,87)                                  | 3:57,95   | Q     |
| 5.      | 3      | 5   | Dania             | Mie Nielsen (59,67) Rikke Møller Pedersen (1:07,19) Jeanette Ottesen (57,37) Pernille Blume (54,15)                          | 3:58,38   | Q     |
| 6.      | 2      | 1   | Kanada            | Dominique Bouchard (1:00,39) Rachel Nicol (1:07,01) Noemie Thomas (57,55) Sandrine Mainville (54,07)                         | 3:59,02   | Q     |
| 7.      | 1      | 2   | Wielka Brytania   | Lauren Quigley (1:00,38) Siobhan-Marie O’Connor (1:06,75) Rachael Kelly (57,89) Rebecca Turner (55,00)                       | 4:00,02   | Q     |
| 8.      | 3      | 3   | Japonia           | Sayaka Akase (1:01,55) Kanako Watanabe (1:07,07) Natsumi Hoshi (57,93) Miki Uchida (53,88)                                   | 4:00,43   | Q     |
| 9.      | 3      | 1   | Włochy            | Elena Gemo (1:01,21) Arianna Castiglioni (1:06,93) Ilaria Bianchi (58,25) Erika Ferraioli (54,53)                            | 4:00,92   |       |
| 10.     | 2      | 7   | Rosja             | Darja Ustinowa (1:00,13) Vitalina Simonova (1:07,14) Nataliya Lovtsova (59,39) Wieronika Popowa (54,46)                      | 4:01,12   |       |
| 11.     | 3      | 0   | Niemcy            | Lisa Graf (1:01,19) Vanessa Grimberg (1:07,71) Alexandra Wenk (57,87) Annika Bruhn (54,63)                                   | 4:01,40   |       |
| 12.     | 2      | 3   | Francja           | Béryl Gastaldello (1:00,60) Charlotte Bonnet (1:09,08) Marie Wattel (57,77) Anna Santamans (54,68)                           | 4:02,13   |       |
| 13.     | 2      | 0   | Finlandia         | Mimosa Jallow (1:00,64) · Jenna Laukkanen (1:07,10) · Emilia Pikkarainen (59,47) · Hanna-Maria Seppälä (55,09)               | 4:02,30   | NR    |
| 14.     | 2      | 2   | Brazylia          | Etiene Medeiros (1:01,25) Jhennifer Conceição (1:09,28) Daynara de Paula (58,54) Larissa Oliveira (54,17)                    | 4:03,24   |       |
| 15.     | 1      | 5   | Czechy            | Simona Baumrtová (1:00,88) Petra Chocová (1:07,80) Lucie Svěcená (59,96) Anna Kolářová (54,80)                               | 4:03,44   | NR    |
| 16.     | 3      | 9   | Hiszpania         | Duane Da Rocha (1:01,63) Jessica Vall (1:07,30) Judit Ignacio Sorribes (59,15) Melani Costa (55,83)                          | 4:03,91   |       |
| 17.     | 1      | 4   | Grecja            | Theodora Drakou (1:01,35) Aikaterini Sarakatsani (1:08,80) Anna Ntountounaki (58,49) Theodora Giareni (55,65)                | 4:04,29   | NR    |
| 18.     | 1      | 3   | Polska            | Alicja Tchórz (1:00,88) Dominika Sztandera (1:09,26) Anna Dowgiert (59,91) Katarzyna Wilk (54,38)                            | 4:04,43   |       |
| 18.     | 2      | 5   | Islandia          | Eygló Ósk Gústafsdóttir (1:00,42) Hrafnhildur Lúthersdóttir (1:06,99) Jóhanna Gústafsdóttir (1:01,88) Bryndis Hansen (55,14) | 4:04,43   | NR    |
| 20.     | 3      | 7   | Hongkong          | Stephanie Au (1:00,95) · Siobhan Haughey (1:08,70) · Sze Hang Yu (59,60) · Camille Cheng (55,29)                             | 4:04,54   |       |
| 21.     | 3      | 8   | Turcja            | Halime Zülal Zeren (1:03,21) Viktoriya Zeynep Gunes (1:06,99) Gizem Bozkurt (1:00,94) Ekaterina Avramova (55,20)             | 4:06,34   | NR    |
| 22.     | 3      | 2   | Wenezuela         | Jeserik Pinto (1:04,66) Mercedes Toledo (1:10,06) Isabella Páez (1:00,57) Arlene Semeco (56,45)                              | 4:11,74   | NR    |
| 23.     | 2      | 6   | Singapur          | Quah Ting Wen (1:05,26) Samantha Yeo (1:11,24) Marina Chan (1:02,36) Amanda Lim (58,40)                                      | 4:17,26   |       |
| 24.     | 2      | 8   | Meksyk            | Lourdes Villaseñor (1:05,34) Daniela Carrillo (1:10,55) Sharo Rodríguez (1:03,41) Montserrat Ortuño (59,85)                  | 4:19,15   |       |
| 25.     | 2      | 9   | Mołdawia          | Tatiana Perstniova (1:04,57) Tatiana Chișca (1:12,61) Alexandra Vinicenco (1:08,45) Mihaela Bat (1:00,92)                    | 4:26,55   |       |
| 26. !   | 3      | 4   | Holandia          | Sharon van Rouwendaal Moniek Nijhuis Inge Dekker Femke Heemskerk                                                             | 9:99,99 ! | DNS   |

### Finał
Finał odbył się o 19:25.
| Miejsce | Tor | Państwo           | Zawodniczka                                                                                          | Czas      | Uwagi |
| ------- | --- | ----------------- | --- | --------- | ----- |
| 1. !    | 4   | Chiny             | Fu Yuanhui (59,29) Shi Jinglin (1:05,56) Lu Ying (56,56) Shen Duo (53,00)                            | 3:54,41   |       |
| 2. !    | 3   | Szwecja           | Michelle Coleman (1:00,74) Jennie Johansson (1:05,63) Sarah Sjöström (55,28) Louise Hansson (53,59)  | 3:55,24   | ER    |
| 3. !    | 6   | Australia         | Emily Seebohm (58,81) Taylor McKeown (1:07,38) Emma McKeon (57,59) Bronte Campbell (51,78)           | 3:55,56   |       |
| 4.      | 5   | Stany Zjednoczone | Missy Franklin (59,81) Jessica Hardy (1:06,32) Kendyl Stewart (57,24) Simone Manuel (53,39)          | 3:56,76   |       |
| 5.      | 2   | Dania             | Mie Nielsen (59,47) Rikke Møller Pedersen (1:07,17) Jeanette Ottesen (56,50) Pernille Blume (54,47)  | 3:57,61   |       |
| 6.      | 7   | Kanada            | Dominique Bouchard (59,80) Rachel Nicol (1:07,00) Katerine Savard (57,28) Sandrine Mainville (53,88) | 3:57,96   |       |
| 7. !    | 1   | Wielka Brytania   | Lauren Quigley (59,84) Siobhan-Marie O’Connor Rachael Kelly Francesca Halsall                        | 9:99,99 ! | DSQ   |
| 7. !    | 8   | Japonia           | Sayaka Akase (1:00,88) Kanako Watanabe Natsumi Hoshi Miki Uchida                                     | 9:99,99 ! | DSQ   |